# Bund der Maisstrohgesichter
Die Maisstrohgesichter sind ein Maskenbund der Irokesen-Indianer. 
Zusammen mit dem Bund der Falschgesichter gehören sie zu den berühmtesten Bünden. Sie haben ihre eigene Tabak-Beschwörung, ein eigenes Medizinlied und ihre eigenen Tänze. Und sie haben die Macht zu heilen.
Die Strohmasken (husk-faces) werden auch "buschige Köpfe" (bushy-heads) genannt. Diese repräsentieren andere, an die Erde gebundene, übernatürliche Wesen, die mit der Menschheit einen Pakt geschlossen haben. Sie zeigten den Menschen die Kunst der Jagd und der Landwirtschaft. Die Führer dieser lose organisierten Gesellschaft agierten als Wasserärzte. Sie bemühten sich, Kranke zu heilen, indem sie diese mit Wasser besprengten. Zwei Maisstrohgesichter betätigen sich bei den Midwinter-Langhaus-Zeremonien für die Falschgesichter als Türhüter.
Die Strohmasken können etwas bösartig als Türmatten beschrieben werden. Der einzige Unterschied besteht darin, dass die Masken Augen- und Mundlöcher haben. Und es werden noch Haare befestigt. 
Der Legende nach sind die Strohgesichter ein Bauernvolk, das in einer Schlucht auf der anderen Seite der Erde lebt. Einmal jährlich besuchen sie die Langhäuser der Seneca für zwei Nächte. Dies geschieht während der Midwinter-Zeremonie. Wenn sie kommen, stoppen sie die Tänze und kidnappen einen Häuptling als Dolmetscher. Als Boten der drei Schwestern, der Bohnen, des Maises und der Kürbisse, besitzen sie eine große Macht.